# Dimorphocarpa pinnatifida
Dimorphocarpa pinnatifida är en korsblommig växtart som beskrevs av Reed Clark Rollins. Dimorphocarpa pinnatifida ingår i släktet Dimorphocarpa och familjen korsblommiga växter. Inga underarter finns listade i Catalogue of Life.